# 长沙市麓山梅溪湖实验中学
长沙市麓山梅溪湖实验中学（简称麓山梅溪湖中学）是由长沙市教育局直属，长沙麓山国际实验学校全面托管的一所公办高级中学。

## 历史
2022年秋，长沙市麓山梅溪湖实验中学开放对外招生。
1. ↑  . 长沙市麓山梅溪湖实验中学.   [2023-05-14]. （原始内容存档于2023-05-14） （中文（中国大陆））.
2. ↑  .   [2023-05-14]. （原始内容存档于2023-05-14）.
3. ↑  . sxdsb.voc.com.cn.   [2023-05-14]. （原始内容存档于2023-05-14）.